# Albert Wierheim
Albert Wierheim (* 9. November 1885 in Plauen; † Dezember 1934) war der erste Ortsgruppen- und Kreisleiter der NSDAP in Chemnitz. Ab 1926 vertrat er die NSDAP im Chemnitzer Stadtparlament.
Wierheim wurde am 28. Juli 1925 Mitglied der NSDAP (Mitgliedsnummer 12605). Am 29. Oktober 1926 traf Joseph Goebbels in Chemnitz mit Wierheim, „damals Gauleiter bzw. seit August Untergauleiter von Chemnitz und für die Zeit des Landtagswahlkampfes mit der Redner-Organisation in Sachsen beauftragt“, zusammen und notierte dazu in seinem Tagebuch: „Landtagstratsch!“
Spätestens ab 1928 war Wierheim – mit Wohnsitz in der Lohstraße 3 in Chemnitz, zugleich Sitz des Deutschen Krugs für die NSDAP Abgeordneter im Sächsischen Landtag.
Wierheim wurde auf dem Friedhof in Chemnitz-Altendorf beigesetzt.